# Pikku-Pukki
Pikku-Pukki est une île de l'archipel finlandais du quartier de Ruissalo à Turku en Finlande.

## Présentation
Pikku-Pukki est une île située entre les îles Ruissalo et Hirvensalo.
L'île a une superficie de 3,6 hectares et une longueur maximale de 0,28 kilomètre dans la direction ouest-est.
Au sud-ouest de Pikku-Pukki se trouve Iso-Pukki.
Les deux îles font partie du quartier de Ruissalo.

## Protection
Les îles Ruissalo, Iso-Pukki et Pikku-Pukki forment un site culturel construit d'intérêt national en Finlande.
Iso-Pukki a été défini en tant que zone Natura 2000 dans le cadre de la mise en œuvre de la loi sur l'utilisation des terres et la construction.